# Universidade do Colorado
A Universidade do Colorado (em inglês, University of Colorado) é uma universidade pública estadunidense, composta por quatro campus no estado do Colorado:
- Universidade do Colorado em Boulder - 33.000 estudantes[2]
- University of Colorado Colorado Springs - 12.000 estudantes[3]
- Universidade do Colorado em Denver - 15.000 estudantes[4][5]
- Anschutz Medical Campus - 4.300 estudantes[4]

Esse conjunto, conhecido como "University of Colorado System" é administrado por um grupo de nove regentes eleitos.

## Alunos notáveis
- Hilda Counts - engenheira elétrica e pioneira
- Elsie Eaves - engenheira e pioneira
- Carla Hassan - executiva
- Jeffrey Kurtzman - musicista
- Kwabena Kwakye Anti - político Ganês
- Vernon Lattin (nascido em 1938) - presidente do Brooklyn College
- Lou Alta Melton - engenheiro civil
- Joseph S. Murphy (1933-1998) - Presidente da Queens College, Presidente da Bennington College, e Chanceler da City University of New York
- James Robb - patologista, especialista em coronavírus
- Virginia Sink (1913 – 1986) - engenheira química e primeira mulher engenheira automotiva na Chrysler
- David Bakhtiari (1991 - ) - multi premiado jogador da NFL
- Derrick White - jogador campeão da NBA